# Wechselapparat
Wechselapparat （又称Wex）是德国于1917年推出的火焰噴射器。

## 历史
Wex是Kleinflammenwerfer的轻量级修改版本，也是首批投入使用的火焰喷射器之一。

## 设计
Wex有一个救生圈形状的燃料箱，中间有一个球形推进剂容器。

## 流行文化

### 电影
- 2017年— 《神奇女俠 (2017年電影)》为德国所使用的武器

### 電子遊戲
- 2015年— 《凡爾登 (电子遊戲)（英语：Verdun (video game)）》：命名為“Wechselapparat M1917 Wex”
- 2016年— 《1》：為精英武器，命名為“WEX”，為噴火兵的專屬主武器

### 动画
- 2017年— 《幼女戰記》为帝国所使用的武器